# 林秀
林秀（1669年—？），福建漳州府漳浦縣（今福建省漳浦縣）人，清朝軍事將領。
行伍出身，任福建金門鎮標右營遊擊。康熙五十年，任福建澎湖水師協標右營遊擊，隨同提督施世驃為右先鋒，出兵台灣。康熙五十四年，任福建水師提標前營遊擊。康熙六四年，署台灣北路營參將。雍正三年，任廣東瓊州副將。雍正四年，任福建金門鎮總兵官。雍正六年，任江南蘇松鎮總兵官。雍正七年，革職。